# Поповска
Теодора Поповска (Крагујевац, 23. јун 2005), познатија само као Поповска, српска је певачица, тиктокерка и манекенка.

## Каријера
Теодора је почела да објављује садржај за платформу Тикток током пандемије 2020. године, а тренутно има преко 460.000 пратилаца. Јуна наредне године појавила се у споту за песму БеБо 2 коју је објавио Нући и том приликом започела сарадњу са продукцијском кућом Генерација Зед.
У вези је са српским музичарем и текстописцем Рељом Торином. У музичке воде упловила је током 2022. године, када је са Рељом августа те године објавила песму Хаос, Лом, која је постала изузетно популарна и на платформи Јутјуб броји преко 16 милиона прегледа. Недуго потом, децембра исте године, са Рељом је објавила још један дует, песму Кокакола.
Јануара 2023. године Поповска је са песмом Хаос, Лом номинована је за награду „Њу ејџ колаборација” на трећој додели награда Music Awards Ceremony.
Јула 2023. године, са Рељом је објавила своју трећу песму, Проблема.
Поред певања и Тиктока, Поповска је такође модел и модна амбасадорка за бренд FashionNova.

## Дискографија

### Синглови
- Хаос, Лом (ft. Реља Торино, 2022)
- Кокакола (ft. Реља Торино, 2022)
- Проблема (ft. Реља Торино, 2023)
- Еуфорија (ft. Реља Торино, 2024)
- Пола пола (ft. Реља Торино, 2024)

## Награде и номинације
| Година | Награда               | Категорија          | Песма     | Исход      | Реф.  |
| ------ | --------------------- | ------------------- | --------- | ---------- | ----- |
| 2023.  | Music Awards Ceremony | Њу ејџ колаборација | Хаос, Лом | Номинација | [ 9 ] |